# Aliman
Aliman est une commune du județ de Constanța en Roumanie.